# Франц Ксавер Німечек
Франц Ксавер Німечек (нім. Franz Xaver Niemetschek, чеськ. František Xaver Němeček; 24 липня 1766, Садска, Чехія — 19 березня 1849, Відень) — чеський педагог і музичний критик.

## Біографія
Закінчив Празький університет, викладав у гімназії в Пльзені, з 1802 року професор Празького університету, де викладав етику, логіку і педагогіку. Серед учнів Німечека був, зокрема, Ян Вацлав Воржішек. Рівночасно Німечек очолював в Празі навчальний заклад для глухонімих, був одним з перших в місті музичних критиків, виступаючи празьким кореспондентом лейпцизької «Загальної музичної газети». 1820 року він вийшов у відставку і оселився у Відні.
Найбільшу популярність у нащадків принесла Німечекові написана ним перша повноформатна біографія Вольфганга Амадея Моцарта. Перше видання вийшло 1798 року під назвою «Життя королівського капельмейстера Вольфганга Готліба Моцарта» (нім. Leben des k.k.Kapellmeisters Wolfgang Gottlieb Mozart). 1808 року було виправлене і доповнене перевидання під назвою «Життєпис королівського капельмейстера Вольфганга Амадея Моцарта» (нім. Lebensbeschreibung des k.k. Kapellmeisters Wolfgang Amadeus Mozart). На відміну від більш ранньої і короткої біографії-некролога, складеного Фрідріхом Шліхтегролем, книга Німечека була заснована, головним чином, на матеріалах, отриманих від вдови композитора Констанци (Німечек оголошував про своє особисте знайомство з Моцартом, але сучасні дослідники не знаходять цьому документальних підтверджень), пов'язаної з Німечеком дружніми відносинами, — зокрема, обидва сини Моцарта в середині 1790-х рр. подовгу жили в родині Німечека в Чехії, і, як вважається, молодший син Моцарта Франц Ксавер отримав у Німечек перші уроки музики. У зв'язку з цим біографія Німечека сфокусувала увагу на віденському періодові життя і творчості Моцарта; крім того, Німечек як патріот Чехії особливо підкреслював зв'язку Моцарта з Прагою і супутній йому в цьому місті успіх.